# Рябов, Василий Игнатьевич
Василий Игнатьевич Рябов (2 июня 1923 — 7 февраля 1981) — передовик советской радиоэлектроники, слесарь-механик НИИ-885 Государственного комитета Совета Министров СССР по радиоэлектронике, гор. Москва, Герой Социалистического Труда (1961).

## Биография
Родился в 1923 году в деревне Смоленовка, ныне Каменского района Тульской области, в русской семье.
С раннего детства проживал в Москве, здесь вырос и в 1940 году окончил обучение в 8 классах школы. Трудовую деятельность начал на московском заводе № 251 Наркомата судостроения СССР. В начале войны, в октябре 1941 года, вместе с заводом был эвакуирован в город Петровск Саратовской области.
В марте 1942 года призван на фронт. Участник Великой Отечественной войны. С 1944 года член ВКП(б)/КПСС. С 1943 по 1945 года служил наводчиком орудия, а затем мастером по ремонту артиллерийского орудия в составе 5-й стрелковой дивизии Брянского 1-го, 2-го и 3-го Белорусского фронтов. Сержант. Награждён боевыми орденами и медалями. Был трижды ранен, после последнего 8 мая 1945 года стал инвалидом.
Вернувшись к мирной жизни, стла работать слесарем-механиком 7-го разряда цеха № 117 в Научно-исследовательском институте № 885 Министерства промышленности средств связи СССР. Институт занимался разработкой автономных систем управления для баллистических ракет. За участие в обеспечении первого полёта искусственного спутника Земли был награждён орденом Почёта.
За выдающиеся заслуги в создании образцов ракетной техники и обеспечение успешного первого полёта советского человека в космическое пространство, Указом Президиума Верховного Совета СССР от 17 июня 1961 года Василию Игнатьевичу Рябову было присвоено звание Героя Социалистического Труда с вручением ордена Ленина и золотой медали «Серп и Молот».
Продолжал работать в НИИ 885. С сентября 1978 года находился на пенсии.
Проживал в Москве. Умер 7 февраля 1981 года. Похоронен на Донском кладбище в Москве.

## Награды
За трудовые и боевые успехи удостоен:
- золотая звезда «Серп и Молот» (17.06.1961),
- орден Ленина (17.06.1961),
- Орден Отечественной войны II степени (09.04.1945),
- Орден Красной Звезды (18.07.1944),
- Орден Знак Почёта (21.12.1957),
- Медаль За отвагу (18.02.1943),
- другие медали.